# Дмитрий Прохоров
Дмитрий Дмитриевич Прохоров е руски офицер, генерал-лейтенант. Участник в Руско-турската война (1877 – 1878).

## Биография
Роден е на 9 октомври 1827 г. във Владимирска губерния, Русия в семейството на потомствен дворянин. Ориентира се към военното поприще. Завършва I московски кадетски корпус и започва действителна военна служба със звание прапоршчик в Лейбгвардейския волински полк (1845).
Служи последователно в Лейбгвардейския павловски полк (1861 – 1963); командир е на XI псковски пехотен полк (1863 – 1966), Лебгвардейския волински полк (1866 – 1873), II стрелкова бригада на III гвардейска пехотна дивизия (1873 – 1876). Генерал-лейтенант от 1876 г.

### Руско-турска война (1877 – 1878)
Командир на I пехотна дивизия от състава на Русчушкия отряд. Участва в действията срещу Източондунавската османска армия. В битката при Кашъкбаир и с. Карахасанкьой на 10/22 август 1877 г. като началник на Поповската позиция заема височините при с. Аязляр (дн. Светлен). Отстоява позицията срещу превъзхождащия го по сили противник. Награден със Златно оръжие „За храброст“ и Орден „Свети Георги“ IV ст.
На 16/28 януари 1878 г. дивизията на генерал-лейтенант Прохоров освобождава гр. Разград.

### След войната
Продължава службата в Руската армия. Присвоено му е званието „Почетен гражданин на Разград“. Умира скоропостижно на 15 декември 1881 г.